# Episodi di The Beverly Hillbillies (prima stagione)
La prima stagione della serie televisiva The Beverly Hillbillies è stata trasmessa in anteprima negli Stati Uniti d'America dalla CBS tra il 26 settembre 1962 e il 29 maggio 1963.
| nº | Titolo originale                 | Titolo italiano | Prima TV USA      | Prima TV Italia |
| -- | -------------------------------- | --------------- | ----------------- | --------------- |
| 1  | The Clampetts Strike Oil         |                 | 26 settembre 1962 |                 |
| 2  | Getting Settled                  |                 | 3 ottobre 1962    |                 |
| 3  | Meanwhile, Back at the Cabin     |                 | 10 ottobre 1962   |                 |
| 4  | The Clampetts Meet Mrs. Drysdale |                 | 17 ottobre 1962   |                 |
| 5  | Jed Buys Stock                   |                 | 24 ottobre 1962   |                 |
| 6  | Trick or Treat                   |                 | 31 ottobre 1962   |                 |
| 7  | The Servants                     |                 | 7 novembre 1962   |                 |
| 8  | Jethro Goes to School            |                 | 14 novembre 1962  |                 |
| 9  | Elly's First Date                |                 | 21 novembre 1962  |                 |
| 10 | Pygmalion and Elly               |                 | 28 novembre 1962  |                 |
| 11 | Elly Races Jethrine              |                 | 5 dicembre 1962   |                 |
| 12 | The Great Feud                   |                 | 12 dicembre 1962  |                 |
| 13 | Home for Christmas               |                 | 19 dicembre 1962  |                 |
| 14 | No Place Like Home               |                 | 26 dicembre 1962  |                 |
| 15 | Jed Rescues Pearl                |                 | 2 gennaio 1963    |                 |
| 16 | Back to Californy                |                 | 9 gennaio 1963    |                 |
| 17 | Jed's Dilemma                    |                 | 16 gennaio 1963   |                 |
| 18 | Jed Saves Drysdale's Marriage    |                 | 23 gennaio 1963   |                 |
| 19 | Elly's Animals                   |                 | 30 gennaio 1963   |                 |
| 20 | Jed Throws a Wingding            |                 | 6 febbraio 1963   |                 |
| 21 | Jed Plays Solomon                |                 | 13 febbraio 1963  |                 |
| 22 | Duke Steals a Wife               |                 | 20 febbraio 1963  |                 |
| 23 | Jed Buys the Freeway             |                 | 27 febbraio 1963  |                 |
| 24 | Jed Becomes a Banker             |                 | 6 marzo 1963      |                 |
| 25 | The Family Tree                  |                 | 13 marzo 1963     |                 |
| 26 | Jed Cuts the Family Tree         |                 | 20 marzo 1963     |                 |
| 27 | Granny's Spring Tonic            |                 | 27 marzo 1963     |                 |
| 28 | Jed Pays His Income Tax          |                 | 3 aprile 1963     |                 |
| 29 | The Clampetts and the Dodgers    |                 | 10 aprile 1963    |                 |
| 30 | Duke Becomes a Father            |                 | 17 aprile 1963    |                 |
| 31 | The Clampetts Entertain          |                 | 24 aprile 1963    |                 |
| 32 | The Clampetts in Court           |                 | 1º maggio 1963    |                 |
| 33 | The Clampetts Get Psychoanalyzed |                 | 8 maggio 1963     |                 |
| 34 | The Psychiatrist Gets Clampetted |                 | 15 maggio 1963    |                 |
| 35 | Elly Becomes a Secretary         |                 | 22 maggio 1963    |                 |
| 36 | Jethro's Friend                  |                 | 29 maggio 1963    |                 |